# Eusimonia mirabilis
Eusimonia mirabilis är en spindeldjursart som beskrevs av Roewer 1933. Eusimonia mirabilis ingår i släktet Eusimonia och familjen Karschiidae. Inga underarter finns listade i Catalogue of Life.